# Corpus de Referencia del Español Actual
El Corpus de Referencia del Español Actual (CREA) es un banco de datos de la lengua española desarrollado por la Real Academia. Iniciado en 1997, su contenido se incluye de forma estadística escogiendo expresiones de Hispanoamérica y España, de toda clase de textos escritos, y cubre desde 1974 hasta la fecha. El tiempo anterior hasta los inicios del idioma lo cubre el Corpus Diacrónico del Español (CORDE).